# 正文 (権利文書)
正文（しょうもん）とは、古文書学上の用語の1つ。差出人が自分自身で書いた文書。ただし、祐筆・奉行人が本文を執筆し、差出人が直に花押・印判を据えた文書も正文に含まれる。本書・原本などとも呼ばれる。

## 概要
通常、正文と対になるのは案文・土代などの草案である（控としても用いられた）。謀書などの偽文書も対となり得るが、正文の差出人が意図的に正文の内容と異なる謀書を作成した場合には謀書であっても正文となり得た。
当然のことながら、正文に記された記載内容が正確な内容とされ、訴訟においても重要な証拠文書とみなされた。ただし、紛失や損傷を恐れる正文の所持者が案文を作成した上で然るべき人が同一内容であると確認した上で裏判を押した校正裏封案文（きょうせいうらふうあんもん）を証拠文書として差し出すことが認められた。また、火災・盗難などで正文が焼失した場合には、紛失状を然るべき機関に提出して承認を受けることで正文と同一の法的効果が認められた。